# ابتسام لشكر

## نشاطها
عام 2009، شاركت ابتسام لشكر صديقتها زينب الغزوي في تأسيس حركة مالي «الحركة البديلة من أجل الحريات الفردية»، التي تدافع عن الحقوق الفردية في المغرب. كما تعني لشكر بمجتمع المثليين ومزدوجى الميول والمتحولين جنسيًا، وتؤيد حق الأجهاض وزواج المثليين.

### الإفطار العلني في رمضان 2009
في عام 2009، نظمت ابتسام ورفاقها في حركة مالي نزهة غداء خلال نهار رمضان اعتراضًا على المادة 222 من القانون الجنائي المغربي، والتي تجرم الإفطار جهرًا خلال نهار شهر رمضان. وقد كان من المخطط أن يلتقوا يوم 13 سبتمبر في مدينة المحمدية بين الدار البيضاء والعاصمة الرباط. ولكن ما أن وصلوا إلى محطة القطار حتى وجدوا أنفسهم محاصرين من قبل رجال الشرطة، وعدد من الصحفيين الذين علموا بالتجمع من خلال موقع فيسبوك.
وقد نشرت مجلة تيلكيل "Tel Quel" الأسبوعية  مقالاً افتتاحيًا وصفت فيه ردود الفعل العنيفة بأنها دليل على فقدان المغرب لثقافة التسامح، حيث علقت:«لقد تغيرت البلاد بشكل جذرى خلال جيل واحد، إنه أمر مخيف» وقد أثارت الواقعة غضب الرأى العام وفتحت النقاش حول الحريات الدينية في البلاد.

### مظاهرة القبلات في الرباط
كانت ابتسام إحدى منظمي مظاهرة القبلات التي أقيمت بمدينة الرباط، تضامناً مع اثنين من المراهقين كان قد أُلقى القبض عليهما بعد نشر صورة لهما على موقع التواصل الاجتماعي فيسبوك وهما يقبلان بعضهما.
وقد كان المتظاهرون محط أنظار المتفرجين بينما كانوا يتبادلون القبلات ويهتفون «يحيا الحب». أثارت الواقعة ضجة كبيرة على الإنترنت، حيث احتج المواطنون على ما اعتبروه زحفاً للاتجاه المحافظ على الدولة الإسلامية التي طالما عرفت بالتحرر والتسامح نسبيًا. في حوار مع قناة فرانس24، تحدثت ابتسام عن مظاهرة القبلات قائلة: «بالنسبة لنا، لقد نجحنا في إيصال رسالة مفادها أننا ندافع عن الحب وعن حريتنا في الحب والتقبيل، وكان هناك ثنائيات وعزاب ولم يشعروا بالخجل».